# Via dei Barbadori
Via dei Barbadori è una strada dell'Oltrarno nel centro storico di Firenze, che va da via de' Guicciardini a via de' Ramaglianti. Lungo il tracciato si innesta via dei Belfredelli. 

## Storia
La denominazione fu conferita dal Comune il 7 luglio 1954, in ricordo della famiglia Barbadori che nel XIII secolo ebbe in questa zona le sue case e le sue torri. La data è indicativa anche degli anni in cui fu aperto il tracciato: si tratta infatti di una via sorta solo nel Dopoguerra, dove un tempo si trovava un blocco chiuso di edifici, con affaccio sulle vie circostanti, che andarono distrutti a causa delle mine poste e fatte brillare dall'esercito tedesco in ritirata nell'agosto del 1944, con l'intento di creare con le macerie una barriera per impedire l'accesso al Ponte Vecchio e di conseguenza l'attraversamento dell'Arno.

## Descrizione
Ad esclusione dell'antica torre dei Ramaglianti posta al termine della strada e degli edifici che segnano la stessa via dei Ramaglianti che la chiude, tutti i fabbricati che la delimitano sono ugualmente recenti e realizzati con cantieri avviati negli anni cinquanta e per lo più conclusi nei primi anni sessanta del Novecento. Si tratta di casamenti progettati con criteri e materiali moderni che tuttavia cercano di riproporre per articolazione dei volumi e forme le caratteristiche di un antico tessuto urbano. Si vedano, ad esempio, i temi degli sporti e delle vie interne che, seppure maggiormente evidenziati nelle altre aree circostanti alla nostra e ugualmente oggetto di ricostruzioni, non mancano anche in questo caso, come accade con la galleria che collega la strada a via de' Guicciardini. Da segnalare come la strada si apra con un grande arcone realizzato nel casamento tra borgo San Jacopo e la stessa via de' Guicciardini (si veda alla voce Torre dei Rossi Cerchi) e termini con la via dei Ramaglianti segnata da una carreggiata particolarmente ridotta, di modo che la nostra strada assume quasi il carattere di spazio chiuso e appartato rispetto alle movimentate vie circostanti.

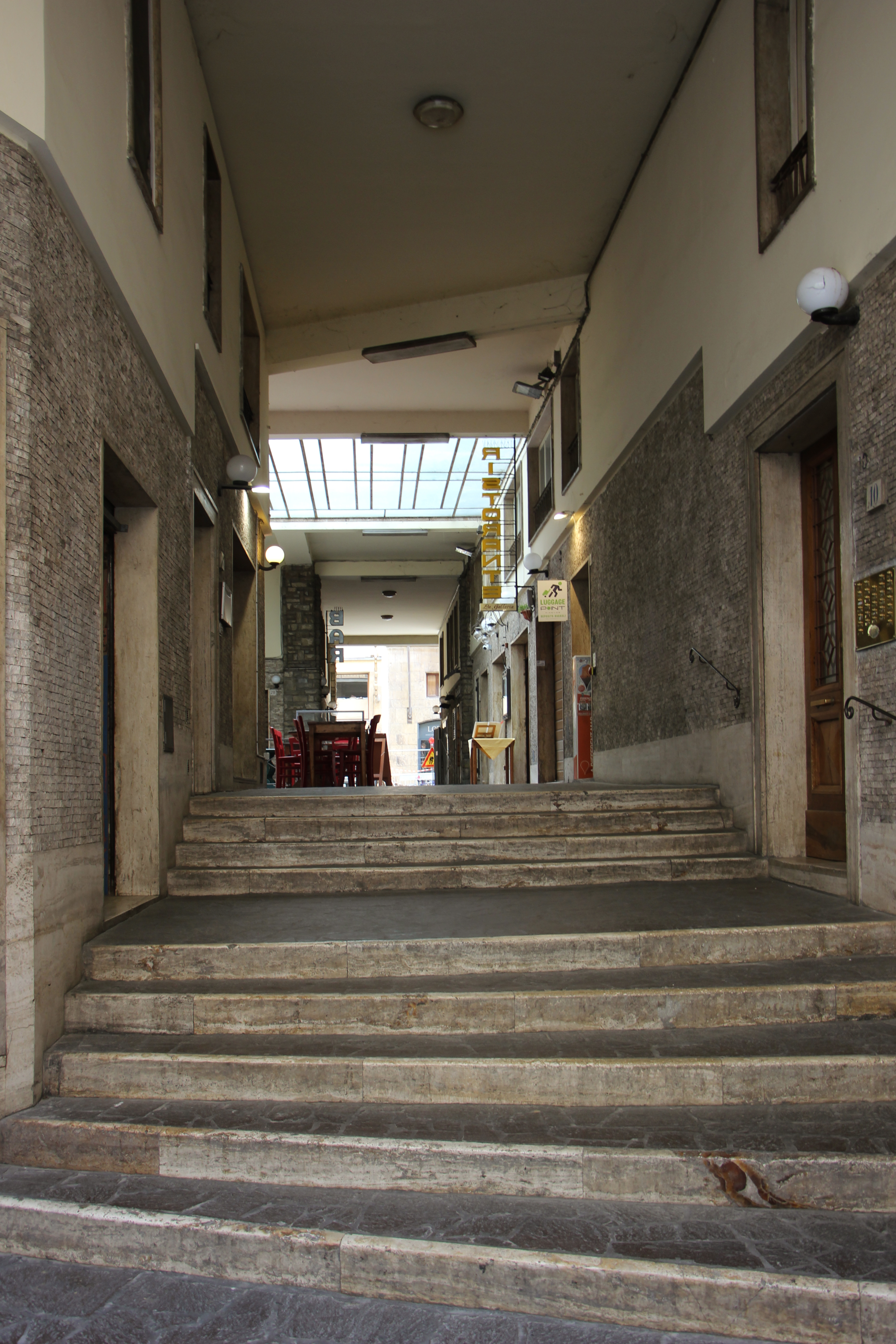
Accesso a un passaggio interno che collega la strada a via Guicciardini
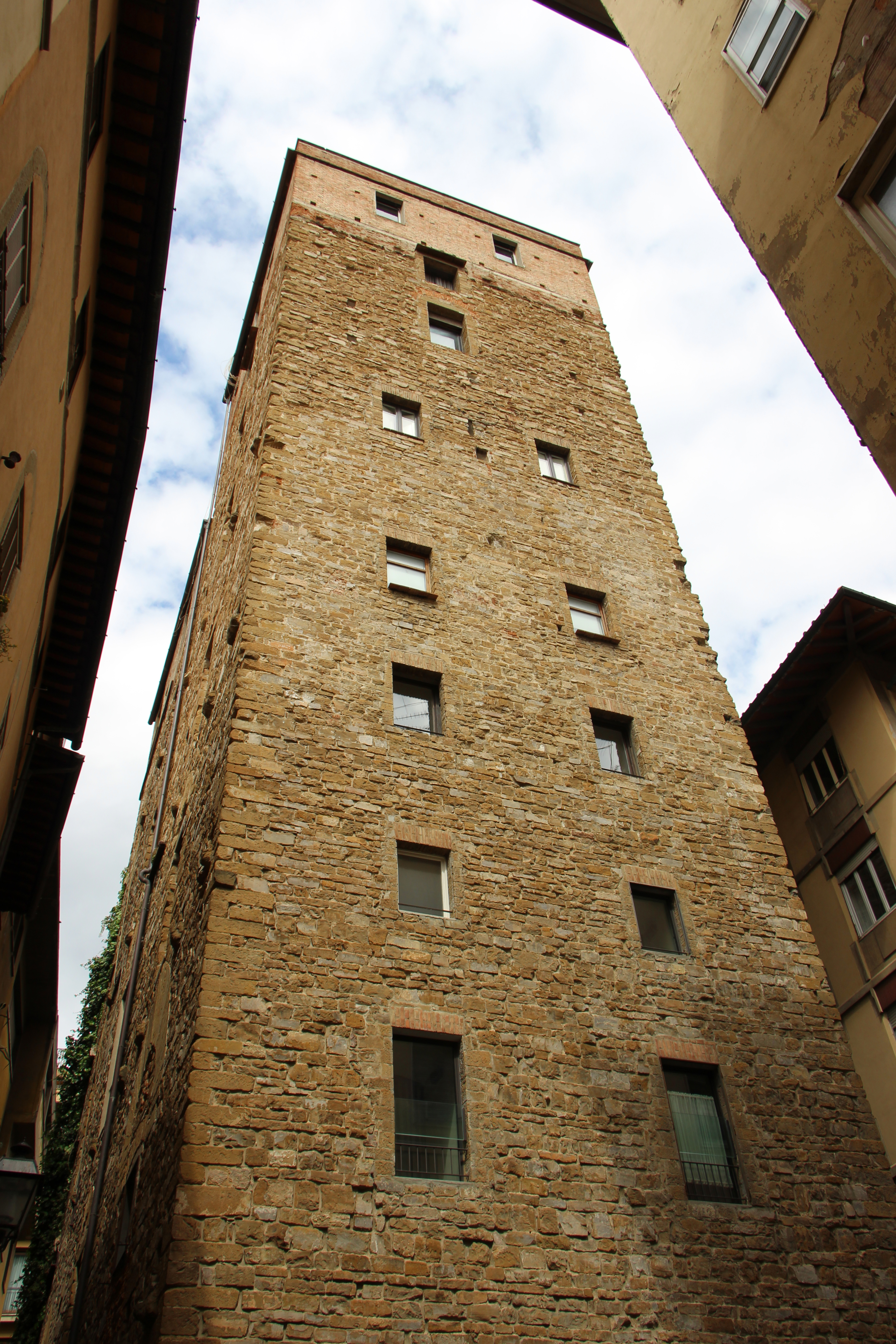
La torre dei Ramaglianti lato via Barbadori

### Preesistenze
L'edificio di carattere moderno situato all'angolo con via dei Belfredelli sorge al posto della Casa Strozzi Novellucci. Al tempo di Fantozzi (1843) e ancora del Garneri (1924) era qui infatti un palazzo Novellucci già appartenuto alla famiglia Strozzi, che vi aveva riunito una rara libreria poi acquistata dal granduca Pietro Leopoldo e ripartita tra le pubbliche biblioteche. La facciata era adorna di stemmi del Cinquecento e il cortile era segnalato dalla letteratura come costruito da Michelozzo (per Limburger l'opera rimandava invece alla maniera di Baccio d'Agnolo). Il palazzo, che a suo tempo era stato interessato da un intervento di restauro su progetto di Luigi Zumkeller, appariva nell'elenco redatto nel 1901 dalla Direzione Generale delle Antichità e Belle Arti, quale edificio monumentale da considerare patrimonio artistico nazionale. L'attuale esteso casamento, che in pianta si sviluppa attorno a due corti interne, fu realizzato tra il 1956 e il 1961 su progetto dell'architetto Eugenio Maria Rossi di Roma e su committenza dell'Istituto Nazionale per l'Assicurazione contro gli Infortuni sul Lavoro. L'altezza totale dell'edificio è adeguata a quella degli edifici distrutti, mantenendosi comunque inferiore a quella delle due antiche torri che guardano al prospetto su via de' Belfredelli (la Torre dei Belfredelli e la torre dei Ramaglianti), "mentre la volumetria complessiva incorpora diversi lotti di singoli edifici lasciati liberi dalle distruzioni belliche, superando la precedente eterogeneità che caratterizzava il tessuto". Le facciate (cinque piani più un corpo in soprelevazione a fungere da attico) rimandano velatamente, per il leggero aggetto dei piani superiori rispetto al terreno, agli sporti propri dell'architettura medievale, secondo principi comuni alle molte realizzazione post belliche della zona.